# 埼玉県道141号深谷停車場線
埼玉県道141号深谷停車場線（さいたまけんどう141ごう ふかやていしゃじょうせん）は、埼玉県深谷市のJR高崎線深谷駅北口ロータリーから同市仲町までを結ぶ一般県道である。実延長は330m。全線が深谷市内にある。

## 路線概要
- 起点：深谷駅北口ロータリー
- 終点：仲町交差点（埼玉県道47号深谷東松山線と埼玉県道62号深谷寄居線との交差点）

## 接続する道路
- 埼玉県道47号深谷東松山線
- 埼玉県道62号深谷寄居線

## 周辺
- 深谷市役所第二庁舎
- 埼玉縣信用金庫深谷支店
- 深谷宿屋台村「ふっかちゃん横丁」
- 埼玉りそな銀行深谷支店
- 足利銀行深谷支店